# 司書教諭講習
司書教諭講習（ししょきょうゆこうしゅう）とは、司書教諭となるために修了しておかなければならない講習のことである。

## 概要
司書教諭は、主幹教諭（「養護をつかさどる主幹教諭」および「栄養の指導及び管理をつかさどる主幹教諭」を除く、以下同じ）、指導教諭、または、教諭をもってあてられる。（学校図書館法第5条第2項）
この場合において、当該・主幹教諭、当該・指導教諭、または、当該・教諭は、司書教諭の講習（司書教諭講習）を修了した者でなければならない（学校図書館法第5条第2項）。司書教諭の講習は、大学その他の教育機関が文部科学大臣の委嘱を受けて行う（学校図書館法第5条第3項）。
学校図書館法（昭和28年法律第185号）の第5条において、大学その他の教育機関が文部科学大臣の委嘱を受けて行う司書教諭の講習に関し、履修すべき科目および単位その他必要な事項は、学校図書館司書教諭講習規程（昭和29年文部省令第21号）の定めるところによっている。

## 講習の内容
司書教諭の資格を得ようとする者は、講習において、次の表の科目について、それぞれ、同表に掲げる数の単位を修得しなければならない。（学校図書館司書教諭講習規程第3条第1項）なおこの内容は1999年4月1日以降のものである。
| 科目                     | 単位数 |
| ------------------------ | ------ |
| 学校経営と学校図書館     | 2      |
| 学校図書館メディアの構成 | 2      |
| 学習指導と学校図書館     | 2      |
| 読書と豊かな人間性       | 2      |
| 情報メディアの活用       | 2      |

なお、講習を受ける者が「大学において修得した科目の単位」または「図書館法（昭和25年法律第118号）第6条に規定する司書の講習において修得した科目の単位」であって、司書教諭の講習の科目の単位に相当するものとして文部科学大臣が認めたものは、その単位をもって司書教諭の講習の規定により修得した科目の単位とみなされる。（学校図書館司書教諭講習規程第3条第2項）
司書教諭の講習に規定する単位の計算方法は、大学設置基準（昭和31年文部省令第28号）第21条第2項に定める基準によるものとする（学校図書館司書教諭講習規程第4条）。単位修得の認定は、講習を行う大学その他の教育機関が、試験、論文、報告書その他による成績審査に合格した受講者に対して行う（学校図書館司書教諭講習規程第5条）。

## 受講者
司書教諭の講習を受けることができる者は、次の通りとされている。（学校図書館司書教諭講習規程第2条）
- 教育職員免許法（昭和24年法律第147号）に定める小学校、中学校、高等学校もしくは特別支援学校の教諭の免許状を有する者
- 大学に2年以上在学する学生で62単位以上を修得した者（大学を卒業した者はここに含まれない）

文部科学大臣は、司書教諭の講習に係わる全科目を修得した者に対して、講習の修了証書を与える（学校図書館司書教諭講習規程第6条）。

## 講習の公告
司書教諭の講習の次の項目については、毎年官報で公告される。ただし、特別の事情がある場合には、適宜な方法によつて公示するものとされている。（学校図書館司書教諭講習規程第7条）
- 受講者の人数
- 受講者の選定の方法
- 講習を行う大学その他の教育機関
- 講習の期間
- 講習実施の細目

## 資格認定
#受講者にあるように、文部科学省が受講認定証を発行することで認定を行う。教育職員免許状のように、都道府県教育委員会が授与申請により免許状授与のような形を取らない。
受講者(単位修得済み者含む)は司書教諭講習機関を経て文部科学省に申請することになる。
例えば、放送大学で「集中科目履修生・司書」として在籍することにより講習を受講することが可能（教育職員検定による免許状の授与申請のための単位修得を目的とした在籍とは異なり、司書教諭講習の受講を目的とした在籍にあたっては教員経験自体は問わない）だが、5科目すべてを放送大学で単位修得した場合は、年度末に黙っていても認定証が送付される仕組みとなっている。すでに、学籍（全科履修生・選科履修生・科目履修生）がある場合は、「集中科目履修生・司書」の募集時期に、別途の科目登録申請を要する。